# Protaetia shelkovnikovi
Protaetia shelkovnikovi är en skalbaggsart som beskrevs av Zaitzev 1918. Protaetia shelkovnikovi ingår i släktet Protaetia och familjen Cetoniidae. Inga underarter finns listade i Catalogue of Life.